# Anthony Island
L'Anthony Island, (in lingua haida SG̱ang Gwaay), è un'isola appartenente all'arcipelago delle Haida Gwaii situato al largo della provincia canadese della Columbia Britannica.

## Storia
Sull'isola si trova il villaggio di SGang Gwaay Llnagaay, noto anche come Nan Sdins o Ninstints abitato fino al 1880 circa  quando la popolazione venne decimata da epidemie. Nel 1981 è stato inserito nella lista del Patrimonio dell'umanità del Canada dell'UNESCO, per l'importanza storica dell'arte, delle tradizioni e dello stile di vista degli Haida, popolazione locale.
Di notevole importanza i numerosi totem intagliati e i resti di antiche abitazioni. Alcuni totem sono stati spostati in musei, alcuni si sono completamente deteriorati per effetto di tempo e agenti atmosferici, ne rimangono 32 e i resti di 10 edifici. Fa parte del Parco nazionale Gwaii Haanas e dei Siti storici nazionali del Canada.